# Phytochemistry
Phytochemistry è una rivista accademica edita da Elsevier che si occupa di fitochimica. Nel 2014 l'impact factor è risultato 2,547.